# 農家の皆さんへ
農家の皆さんへ（のうかのみなさんへ）は、ラジオ福島で放送されているラジオ番組である。

## 概要
福島県内の農業団体で構成する「福島県農業団体放送企画委員会」より、稲作や酪農、野菜・果実栽培など、農業に関する様々な情報を提供している。
1955年2月14日から放送されている長寿番組であり、2025年に放送70周年を迎えた。
トークが早く終わり時間が余った時はエンディングまで音楽（インストゥルメンタル曲が中心）が流される。

## 放送時間
2025年02月現在
- 月曜 - 土曜 5:15 - 5:25
- 日曜 6:15 - 6:30

※ラジオ・チャリティー・ミュージックソン放送時には休止する。

## 主な参加団体
各団体が回り持ちで、農業関連の情報を提供している。
- 一般社団法人 福島県農業会議
- 公益財団法人 福島県農業振興公社
- 全国農業協同組合連合会 福島県本部（JA全農福島）
- 福島県農業共済組合（NOSAI福島）
- 福島県酪農業協同組合
- 福島県土地改良事業団体連合会（水土里ネット福島）